# Zygmunt August Wrześniowski
Zygmunt August Wrześniowski (ur. 30 kwietnia 1891 w Bohorodczanach, zm. 11 maja 1964) – major kawalerii Wojska Polskiego, prawnik, malarz, muzealnik.

## Życiorys
Urodził się w 30 kwietnia 1891 w Bohorodczanach. Był synem Tadeusza Wrześniowskiego (polityk, poseł do Sejmu Krajowego Galicji, urzędnik samorządowy, starosta sanocki) i Eugenii z domu Towarnickiej (1868-1954). Jego rodzeństwem byli: Janusz Stefan (wzgl. Stefan Janusz, ur. 1889, absolwent gimnazjum w Sanoku z 1907, doktor praw, adwokat, ppor. rez. art. Wojska Polskiego, ofiara masakr więziennych NKWD we Lwowie w czerwcu 1941, Maria (ur. 1894, w 1911 poślubiła Adama, syna generała Adama Dembickiego von Wrocień) oraz brat Andrzej (marynarz, po II wojnie światowej mieszkający na stałe w Stanach Zjednoczonych, I oficer floty handlowej USA. W 1909 zdał egzamin dojrzałości w C. K. Gimnazjum Męskim w Sanoku (w jego klasie byli m.in. Karol Friser, Jakub Mikoś, Władysław Owoc, Jan Scherff, Stanisław Sinkowski, Karol Zaleski). W młodości w mieście przedstawiał swoje obrazy malarskie, które uznano wtedy za najwybitniejsze.
Podczas I wojny światowej w październiku 1915 został mianowany chorążym kawalerii w 3 pułku ułanów Obrony Krajowej. uczestnik frontu włoskiego na Piawą w 1916.
Po odzyskaniu przez Polskę niepodległości został przyjęty do Wojska Polskiego. Uczestniczył w wojnie polsko-bolszewickiej. Został awansowany na stopień rotmistrza kawalerii ze starszeństwem z dniem 1 czerwca 1919. 1 grudnia 1924 awansował na majora ze starszeństwem z dniem 15 sierpnia 1924 i 23. lokatą w korpusie oficerów kawalerii. W latach 20. pełnił służbę w 2 pułku strzelców konnych w Hrubieszowie oraz pełnił stanowisko rejonowego inspektora koni w Gródku Jagiellońskim (po nim tę funkcję sprawowali mjr Emil Macieliński i mjr Edward Baranowicz). Z dniem 31 stycznia 1930 roku został przeniesiony z dyspozycji dowódcy Okręgu Korpusu Nr X w stan spoczynku. Absolwent prawa, akademii malarskiej w Paryżu. Jako malarz był portrecistą..
Do lipca 1932 był pracownikiem kontraktowym Starostwa Grodzkiego Lwowskiego, po czym został przyjęty do Urzędu Wojewódzkiego Tarnopolskiego na pięciomiesięczną praktykę. W 1934 pozostawał w ewidencji Powiatowej Komendy Uzupełnień Lwów Miasto i posiadał przydział do Oficerskiej Kadry Okręgowej Nr VI, będąc wówczas „w dyspozycji dowódcy OK VI”. W 1934 sprawował stanowisko zastępcy starosty powiatu złoczowskiego.
Po II wojnie światowej był pracownikiem Muzeum Archidiecezjalnego we Wrocławiu. Był autorem publikacji pt. Przewodnik po Muzeum Archidiecezjalnym we Wrocławiu z 1952. W muzeum pełnił funkcję wicedyrektora i dyrektora pod koniec lat 50. XX wieku.
Jego żoną była Jadwiga de le Bouton, córka burmistrza Gródka Jagiellońskiego, z którą miał córkę Alinę. Zmarł 11 maja 1964 i został pochowany w rodzinnym grobowcu na cmentarzu św. Wawrzyńca we Wrocławiu.

## Ordery i odznaczenia
- Krzyż Walecznych
- Medal 10 Rocznicy Wojny Niepodległościowej (1928, Łotwa)[32]